# Ansonia muelleri
Ansonia muelleri är en groddjursart som först beskrevs av George Albert Boulenger 1887.  Ansonia muelleri ingår i släktet Ansonia och familjen paddor. IUCN kategoriserar arten globalt som sårbar. Inga underarter finns listade i Catalogue of Life.